# Орнуа-ле-Бур
Орнуа-ле-Бур (фр. Hornoy-le-Bourg) — коммуна на севере Франции, регион О-де-Франс, департамент Сомма, округ Амьен, кантон Пуа-де-Пикарди. Расположена в 31 км к западу от Амьена и в 4 км от автомагистрали А29.
Население (2018) — 1 679 человек.
Коммуна образована в 1972 году в результате слияния семи небольших сел.

## Достопримечательности
- Церковь Успения Пресвятой Богородицы XVI века
- Церковь Святого Мартина XVIII века
- Галлы XVI века
- Шато Селенкур с парком середины XVIII века
- Шато Орнуа второй половины XVIII века

## Экономика
Уровень безработицы (2017) — 13,0 % (Франция в целом — 13,4 %, департамент Сомма — 15,9 %). 

Среднегодовой доход на 1 человека, евро (2018) — 19 920 (Франция в целом — 21 730, департамент Сомма — 20 320).

## Демография
Динамика численности населения, чел.

## Администрация
Пост мэра Орнуа-ле-Бура с 2014 года возглавляет Жам Фруадюр (James Froidure). На муниципальных выборах 2020 года возглавляемый им список победил в 1-м туре, получив 51,57 % голосов.
| Период | Период | Фамилия       | Партия                                                                | Примечания                                       |
| ------ | ------ | ------------- | --------------------------------------------------------------------- | ------------------------------------------------ |
| 1972   | 1983   | Шарль Дюфур   | Французская секция Рабочего интернационала Разные левые Разные правые | фармацевт, член Генерального совета департамента |
| 1984   | 2008   | Даниэль Капон | Союз за народное движение                                             | фармацевт, член Генерального совета департамента |
| 2008   | 2014   | Жильбер Мари  |                                                                       |                                                  |
| 2014   |        | Жам Фруадюр   |                                                                       |                                                  |

## Галерея

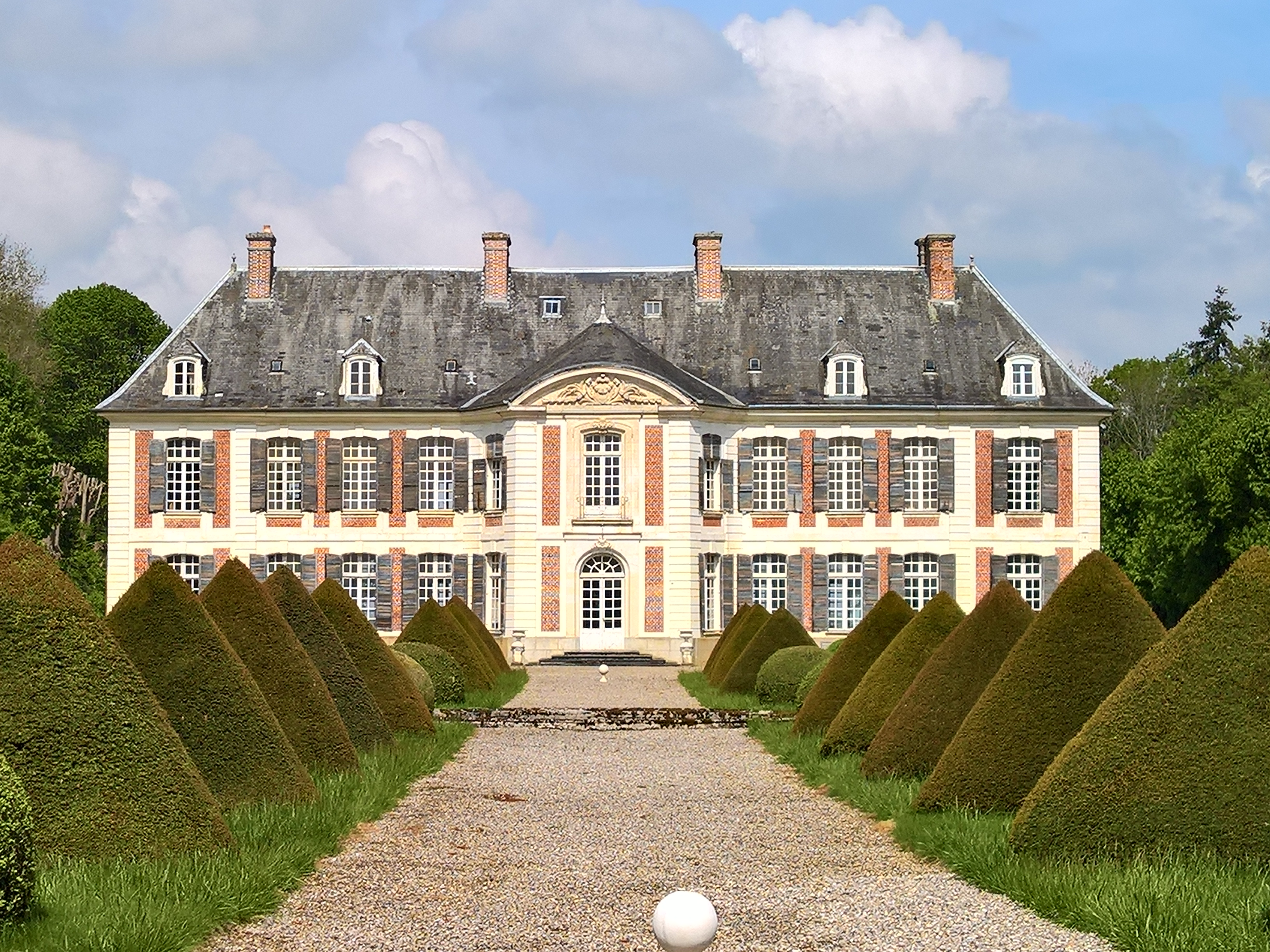
Шато Селенкур
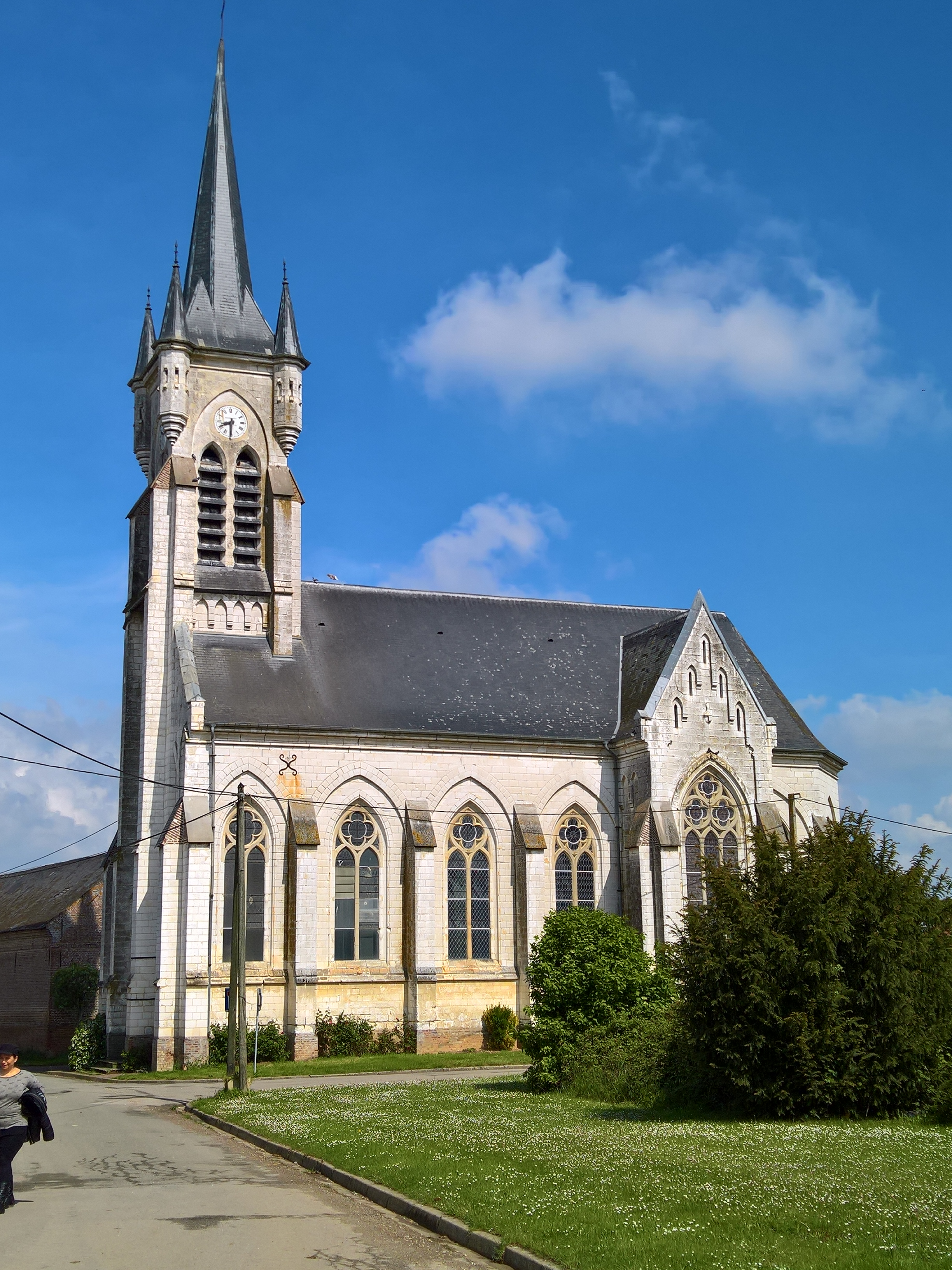
Церковь Святого Мартина

1. 1 2  база данных о французских коммунах — Национальный географический институт Франции, 2015.